# ذا كيل بوينت
ذا كيل بوينت (بالإنجليزية: The Kill Point)‏ هو مسلسل أكشن درامي تلفزيوني أمريكي من أنتاج قناة سبايك، المسلسل يحكي قصة مجموعة أفراد من المارينز العائدين مؤخرا من العراق وقاموا بعملية سطو على بنك.

## روابط خارجية
- ذا كيل بوينت على موقع IMDb (الإنجليزية)
- ذا كيل بوينت على موقع روتن توميتوز (الإنجليزية)
- ذا كيل بوينت على موقع كينوبويسك (الروسية)
- ذا كيل بوينت على موقع ألو سيني (الفرنسية)
- ذا كيل بوينت على موقع قاعدة بيانات الفيلم (الإنجليزية)